# Pashokia rufa
Pashokia rufa is een hooiwagen uit de familie Assamiidae. De wetenschappelijke naam van de soort is voor het eerst geldig gepubliceerd in 1935 door Roewer.